# Arthrinium austriacum
Arthrinium austriacum är en svampart som beskrevs av Petr. 1959. Arthrinium austriacum ingår i släktet Arthrinium och familjen Apiosporaceae.   Inga underarter finns listade i Catalogue of Life.